# Kishō Yano
Kishō Yano (矢野 貴章?, Yano Kishō; Hamamatsu, 5 aprile 1984) è un calciatore giapponese, attaccante o difensore del Tochigi.

## Caratteristiche tecniche
Viene impiegato nel ruolo di centravanti, all'inizio nei campionati juniores aveva iniziato a giocare come difensore, è stato nel periodo in cui ha militato nei campionati liceali che è stato convertito per una posizione offensiva. Se la cava discretamente nei calci di rigore, abile nel colpo di testa, attaccante di piede destro, tra le sue abilità che sfrutta per finalizzare dalla corta-media distanza ci sono il suo buon movimento senza palla e la sua agilità.

## Carriera

### Club

#### Kashiwa Reysol
Dopo aver giocato per il club della sua scuola superiore, l'Hamana High School nella prefettura di Shizuoka, inizia a giocare come professionista col il Kashiwa Reysol, esordisce il 15 marzo 2003 perdendo per 4-1 contro il Vegalta Sendai nella Coppa del Giappone. Il suo primo gol lo segna nella J1 League vincendo per 3-2 battendo il Cerezo Osaka. Nel suo secondo anno dal professionista ha avuto pochissimo spazio, nel 2005 gioca il suo ultimo anno con la squadra, segnando solo due gol in campionato, il primo battendo per 3-0 l'Urawa Reds e il secondo sconfiggendo il Tokyo Verdy per 5-1.

#### Albirex Niigata e Friburgo
A partire dal 2006 inizia a giocare per l'Albirex Niigata, segna la sua prima rete per la squadra battendo per 4-0 il Ventforet Kofu. Nel 2007 arriva a segnare sette reti in campionato, riesce a fare un gol battendo per 2-0 il Kawasaki Frontale, segna una rete sconfiggendo per 4-0 il Nagoya Grampus inoltre fa un gol riuscendo a prevalere sia contro il Gamba Osaka che contro il JEF Chiba vincendo entrambe le partite per 2-1. Nella stagione 2009 ottiene il suo record personale segnando otto gol nel campionato di prima divisione, riesce a fare una rete nelle partite disputate contro il Sanfrecce Hiroshima, il Kashima Antlers e lo Yokohama Marinos vinte tutte per 2-1, inoltre il suo gol decide la vittoria sia contro lo JEF Chiba che contro il Montedio Yamagata per 1-0. Dal 2010 al 2011 gioca per una stagione con il Friburgo nella Bundesliga, disputa in tutto solo 15 partite senza aver segnato nemmeno una rete. Torna poi in Giappone giocano un'ultima stagione con l'Albirex Niigata.

#### Nagoya Grampus
Inizia a giocare per il Nagoya Grampus segna il suo primo gol nella Coppa J.League con la rete del 2-1 battendo il Sagan Tosu. Nelle varie annate giocando con la squadra, non ha avuto molte possibilità di emergere come finalizzatore, mantenendo sempre un basso numero di reti stagionali. Il suo ultimo anno con il Nagoya Grampus è nel 2016, con un suo assist Robin Simovic segna il sol del 1-0 battendo il Júbilo Iwata, inoltre realizza la rete del 2-1 battendo il Veganta Sendai, infine il suo ultimo gol lo segna nel pareggio per 3-3 con il Gamba Osaka.

#### Ritorno a Albirex Niigata
Nel 2007 torna a giocare per l'Albirex Niigata, segna un solo gol nel campionato, con la rete del 2-0 battendo il Ventforet Kofu, tuttavia la squadra retrocede nella J2 League, la seconda divisione del calcio giapponese. Nel 2018, nel campionato di seconda divisione, segna un gol sia contro il Matsumoto Yamaga che contro il Kyoto Sanga entrambe le partite finiscono con un pareggio per 1-1, fa una rete nella vittoria per 3-0 ai danni dello Yokohama FC inoltre il suo gol decide la vittoria su 1-0 contro il Mito HollyHock. Nella Coppa J.League 2018 batte l'FC Tokyo club di prima divisione segnando una rete nella partita vinta per 3-2. Nel 2019 gioca la sua ultima stagione con la squadra segnando solo due gol, il primo nella vittoria per 4-1 contro il JEF Chiba e il secondo nel pareggio per 3-3 contro il Machida Zelvia.

#### Tochigi SC
Continua a giocare nella seconda divisione, vestendo la maglia del Tochigi SC, segna sette reti nella sua prima stagione, sono i suoi gol a decidere la vittoria su misura per 1-0 sia contro il JEF Chiba che ai danni dell'Omiya Ardija, con un rigore segna una rete battendo per 3-2 il Júbilo Iwata, stesso risultato battendo il Fagiano Okayama dove è autore di una rete. Riesce a segnare sette reti anche nella stagione 2022, per merito dei suoi gol la squadra batte per 1-0 sia il Mito HollyHock che il Tokushima Vortis, segna un gol prevalendo per 3-0 contro il Blaublitz Akita, riesce a fare un'altra rete battendo nel pareggio per 1-1 con il Thespakusatsu Gunma.

### Nazionale
Viene convocato con la Nazionale Under-17 giocando la mondiale giovanile Trinidad e Tobago 2001 dove segna un solo gol, nella sconfitta per 5-1 contro la Francia.
Nel 2007 esordisce con la nazionale maggiore in un'amichevole vinta per 2-0 contro il Perù. Gioca nella Coppa d'Asia 2007, tuttavia disputa solo tre partire giocando per pochissimi minuti. Le uniche due reti che ha segnato con la nazionale le ha fatte solo in partite amichevoli, la prima con il gol del 4-3 battendo la Svizzera e la seconda con la rete del definitivo 4-0 sconfiggendo il Belgio. La sua ultima partita con la nazionale è stata nella Coppa del Mondo Sudafrica 2010 avendo giocato solo nei minuti finale nella vittoria per 1-0 battendo il Camerun.

## Statistiche

### Cronologia presenze e reti in nazionale
| Cronologia completa delle presenze e delle reti in nazionale ― Giappone | Cronologia completa delle presenze e delle reti in nazionale ― Giappone | Cronologia completa delle presenze e delle reti in nazionale ― Giappone | Cronologia completa delle presenze e delle reti in nazionale ― Giappone | Cronologia completa delle presenze e delle reti in nazionale ― Giappone | Cronologia completa delle presenze e delle reti in nazionale ― Giappone | Cronologia completa delle presenze e delle reti in nazionale ― Giappone | Cronologia completa delle presenze e delle reti in nazionale ― Giappone |
| Data                                                                    | Città                                                                   | In casa                                                                 | Risultato                                                               | Ospiti                                                                  | Competizione                                                            | Reti                                                                    | Note                                                                    |
| ----------------------------------------------------------------------- | ----------------------------------------------------------------------- | ----------------------------------------------------------------------- | ----------------------------------------------------------------------- | ----------------------------------------------------------------------- | ----------------------------------------------------------------------- | ----------------------------------------------------------------------- | ----------------------------------------------------------------------- |
| 24-3-2007                                                               | Yokohama                                                                | Giappone                                                                | 2 – 0                                                                   | Perù                                                                    | Amichevole                                                              | -                                                                       | 85’                                                                     |
| 1-6-2007                                                                | Shizuoka                                                                | Giappone                                                                | 2 – 0                                                                   | Montenegro                                                              | Amichevole                                                              | -                                                                       | 81’                                                                     |
| 21-7-2007                                                               | Hanoi                                                                   | Giappone                                                                | 1 – 1 dts (4 – 3 dtr)                                                   | Australia                                                               | Coppa d'Asia 2007 - Quarti di finale                                    | -                                                                       | 115’                                                                    |
| 25-7-2007                                                               | Hanoi                                                                   | Giappone                                                                | 2 – 3                                                                   | Arabia Saudita                                                          | Coppa d'Asia 2007 - Semifinale                                          | -                                                                       | 88’                                                                     |
| 28-7-2007                                                               | Palembang                                                               | Corea del Sud                                                           | 0 – 0 dts (6 – 5 dtr)                                                   | Giappone                                                                | Coppa d'Asia 2007 - 3º posto                                            | -                                                                       | 114’                                                                    |
| 7-9-2007                                                                | Klagenfurt                                                              | Austria                                                                 | 0 – 0 dts (4 – 3 dtr)                                                   | Giappone                                                                | Amichevole                                                              | -                                                                       | 74’                                                                     |
| 11-9-2007                                                               | Klagenfurt                                                              | Giappone                                                                | 4 – 3                                                                   | Svizzera                                                                | Amichevole                                                              | 1                                                                       | 80’                                                                     |
| 26-1-2008                                                               | Tokyo                                                                   | Giappone                                                                | 0 – 0                                                                   | Cile                                                                    | Amichevole                                                              | -                                                                       | 80’ 87’                                                                 |
| 23-2-2008                                                               | Chongqing                                                               | Giappone                                                                | 1 – 1                                                                   | Corea del Sud                                                           | Coppa dell'Asia orientale 2008                                          | -                                                                       | 78’                                                                     |
| 24-5-2008                                                               | Toyota                                                                  | Giappone                                                                | 1 – 0                                                                   | Costa d'Avorio                                                          | Amichevole                                                              | -                                                                       | 75’                                                                     |
| 2-6-2008                                                                | Yokohama                                                                | Giappone                                                                | 3 – 0                                                                   | Oman                                                                    | Qual. Mondiali 2010                                                     | -                                                                       | 90+2’                                                                   |
| 14-6-2008                                                               | Bangkok                                                                 | Thailandia                                                              | 0 – 3                                                                   | Giappone                                                                | Qual. Mondiali 2010                                                     | -                                                                       | 70’                                                                     |
| 27-5-2009                                                               | Osaka                                                                   | Giappone                                                                | 4 – 0                                                                   | Cile                                                                    | Amichevole                                                              | -                                                                       | 71’                                                                     |
| 31-5-2009                                                               | Tokyo                                                                   | Giappone                                                                | 4 – 0                                                                   | Belgio                                                                  | Amichevole                                                              | 1                                                                       | 70’                                                                     |
| 6-6-2009                                                                | Tashkent                                                                | Uzbekistan                                                              | 0 – 1                                                                   | Giappone                                                                | Qual. Mondiali 2010                                                     | -                                                                       | 69’                                                                     |
| 17-6-2009                                                               | Melbourne                                                               | Australia                                                               | 2 – 1                                                                   | Giappone                                                                | Qual. Mondiali 2010                                                     | -                                                                       | 68’                                                                     |
| 7-4-2010                                                                | Osaka                                                                   | Giappone                                                                | 0 – 3                                                                   | Serbia                                                                  | Amichevole                                                              | -                                                                       | 82’                                                                     |
| 24-5-2010                                                               | Saitama                                                                 | Giappone                                                                | 0 – 2                                                                   | Corea del Sud                                                           | Amichevole                                                              | -                                                                       | 87’                                                                     |
| 14-6-2010                                                               | Bloemfontein                                                            | Giappone                                                                | 1 – 0                                                                   | Camerun                                                                 | Mondiali 2010 - 1º turno                                                | -                                                                       | 82’                                                                     |
| Totale                                                                  |                                                                         | Presenze                                                                | 19                                                                      |                                                                         | Reti                                                                    | 2                                                                       |                                                                         |